# Жарь
Жарь — деревня в Смоленском районе Смоленской области России. Входит в состав Касплянского сельского поселения. Население — 1 житель (2010 год). 
Расположена в западной части области в 33 км к северо-западу от Смоленска, в 4 км юго-западнее автодороги Р133 Смоленск — Невель, на берегу реки Мячинский. В 16 км южнее деревни расположена железнодорожная станция Лелеквинская на линии Смоленск — Витебск. 

## История
В годы Великой Отечественной войны деревня была оккупирована гитлеровскими войсками в июле 1941 года, освобождена в сентябре 1943 года. 